# Томаш Бобель
Томаш Бобель (нім. Tomasz Bobel, * 29 грудня 1974, Вроцлав, Польща) — польський футболіст, воротар «Баєра» (Леверкузен). 

## Футбольна біографія
Томаш Бобель народився в відомому місті Бреслау, що в Нижньосілезькому воєводстві, там він починав грати в футбол. Та, серйозною школою футболу стали його тренування в молодіжній команді відомої команди Польщі «Шльонск» (Вроцлав), куди він перебрався зі свого містечка. Тренування та ігри за молодіжний склад сприяли його появі в молодіжній збірній країни.